# Acidente do Piper PA-28 prefixo PT-KLO em 2019
O acidente do avião Piper PA-28 prefixo PT-KLO em 2019 ocorreu no dia 27 de maio de 2019, quando, por volta de 12h40min, a aeronave caiu em um mangue no povoado de Porto do Mato, em Estância, Sergipe. O acidente vitimou três pessoas: o cantor Gabriel Diniz e os pilotos Abraão Farias e Linaldo Xavier Rodrigues. O avião era de propriedade do Aeroclube de Alagoas.

## Aeronave
A aeronave foi fabricada pela Piper Aircraft em 1974, modelo PA-28-180 Archer, de matrícula PT-KLO. Ela era de propriedade do Aeroclube de Alagoas. Os pilotos, Abraão Farias e Linaldo Xavier Rodrigues, também eram diretores do Aeroclube, dono do avião.

## Acidente
Por volta das 12h30min o Grupo Aéreo Tático do Recife, após o avião sumir dos radares, solicitou ao Grupo Aéreo Tático de Sergipe que fossem realizadas buscas para encontrar a aeronave. O Centro Integrado de Operações de Segurança Pública (Ciosp) de Sergipe foi acionado por volta das 12h32min e encaminhou para o local equipes da Polícia Militar, do Corpo de Bombeiros Militar e da Defesa Civil, que fizeram o acesso ao mesmo através de uma embarcação dos bombeiros devido a ser um local de difícil acesso em um mangue em Porto do Mato, um povoado do município de Estância.

## Investigação
De acordo com nota oficial da Anac (Agência Nacional de Aviação Civil), o avião estava com o certificado de aeronavegabilidade válido até fevereiro de 2023 e a inspeção anual de manutenção até março de 2020, mas que não podia exercer a função de táxi-aéreo. O CENIPA (Centro de Investigação e Prevenção de Acidentes Aeronáuticos) designou para conduzir a investigação uma equipe de investigadores do Segundo Serviço Regional de Investigação e Prevenção de Acidentes Aeronáuticos (SERIPA II).
A Polícia Federal também integra a equipe de investigação do acidente e o Seripa informou que não há prazo para o termino das investigações. Como parte das ações de investigação, a ANAC interditou as nove aeronaves pertencentes ao Aeroclube de Alagoas e suspendeu cautelarmente as suas operações. De acordo com a Assessoria do Aeroclube, os pilotos estavam dando uma carona para o cantor. Essa informação foi negada pelo pai de Gabriel, Francisco Diniz, que afirmou que o voo foi pago, como também pelo pai de Abraão Farias que afirmou que o aeroclube sabia que o voo era fretado. Segundo Ronaldo Luiz Oliveira Santo, piloto da lancha que ajudou nos resgates iniciais, o avião estava sem uma das asas antes de cair; esta informação, no entanto, está sendo apurada dentro das investigações do acidente.
Os destroços da aeronave foram vendidos para um ferro-velho de Aracaju, depois de serem devolvidos ao aeroclube de Alagoas.

### Relatório final
Em 29 de outubro de 2020, o CENIPA apresentou o relatório final. Segundo as investigações vários fatores foram determinantes para a causa do acidente, sendo os principais a altitude de voo, condições meteorológicas adversas, indisciplina de voo, julgamento de pilotagem, planejamento de voo e processo decisório.

## Repercussão
A morte do cantor foi lamentada por diversos artistas, tais como Simone Mendes, Wesley Safadão, Xand Avião, Solange Almeida, Ivete Sangalo, Kevinho, Gusttavo Lima, Alok, Michel Teló, Bell Marques, Luísa Sonza, Claudia Leitte, Luan Santana, Marília Mendonça, Luciano Huck, Fátima Bernardes, Serginho Groisman, Eliana, Rodrigo Faro, Fernanda Paes Leme, Paolla Oliveira, Mariana Xavier, que interpretou a Jenifer no clipe da música homônima e de maior sucesso do cantor, Whindersson Nunes e Carlinhos Brown.
A morte de Gabriel Diniz também comoveu a Paraíba e diversos artistas, celebridades e atletas do estado, como Elba Ramalho, Chico César, Gkay, Lucas Veloso, Lucy Alves, Roberta Miranda, Cara de Sapato e Flávio José. O presidente da república, Jair Bolsonaro, prestou sua solidariedade às famílias dos pilotos e do cantor por intermédio de sua conta no Twitter.